# Hyalojassus takensis
Hyalojassus takensis är en insektsart som beskrevs av Evans 1972. Hyalojassus takensis ingår i släktet Hyalojassus och familjen dvärgstritar. Inga underarter finns listade i Catalogue of Life.